# Hønefoss Karosserifabrikk

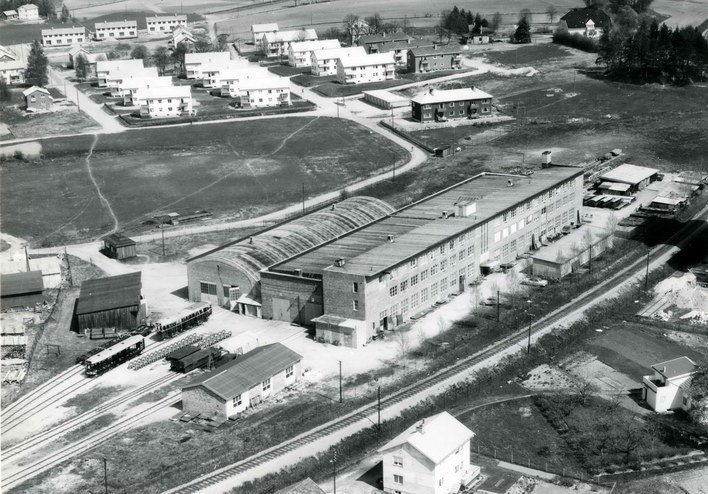
A/S HøKa, Hønefoss karosserifabrikk

Hønefoss Karosserifabrikk (HøKa) war eine Karosseriefabrik im norwegischen Hønefoss, die 1936 gegründet und 1969 geschlossen wurde.

## Geschichte
Hønefoss Karosserifabrikk ist für den Bau der sogenannten Høka-Wagen für AS Oslo Sporveier, das die Straßenbahn Oslo betrieb, bekannt. Im Zeitraum von 1952 bis 1958 wurden insgesamt 50 Straßenbahnwagen (204–253) und 12 Beiwagen (551–562) geliefert. Für acht Triebwagen („Kyllinger“ Nr. 33–40) und zwölf Beiwagen („Stivkjelker“ Nr. 650–661) wurden neue Wagenkästen gebaut, die auf alte Fahrgestelle gesetzt wurden.
An die Gråkallbane in Trondheim lieferte Høka 1955 den Triebwagen 7 und den Beiwagen 55.
Die Firma baute die Rangiertraktoren des Typs Skd 221 146–151, die Gepäckanhänger Gx2 1452–1471 und Güterwagen für Norges Statsbaner. Darüber hinaus wurden Omnibusse und Oberleitungsbusse für Drammen Kommunale Trikk in Drammen hergestellt. Hønefoss Karosserifabrikk hat auch die beiden Wagen, die zwischen 1954 und 1974 auf der Fløibane in Bergen eingesetzt waren, gebaut.
In den über dreißig Jahren, in denen die Karosseriefabrik in Betrieb war, wurden 217 Fahrzeuge ausgeliefert.

## Hergestellte Fahrzeuge

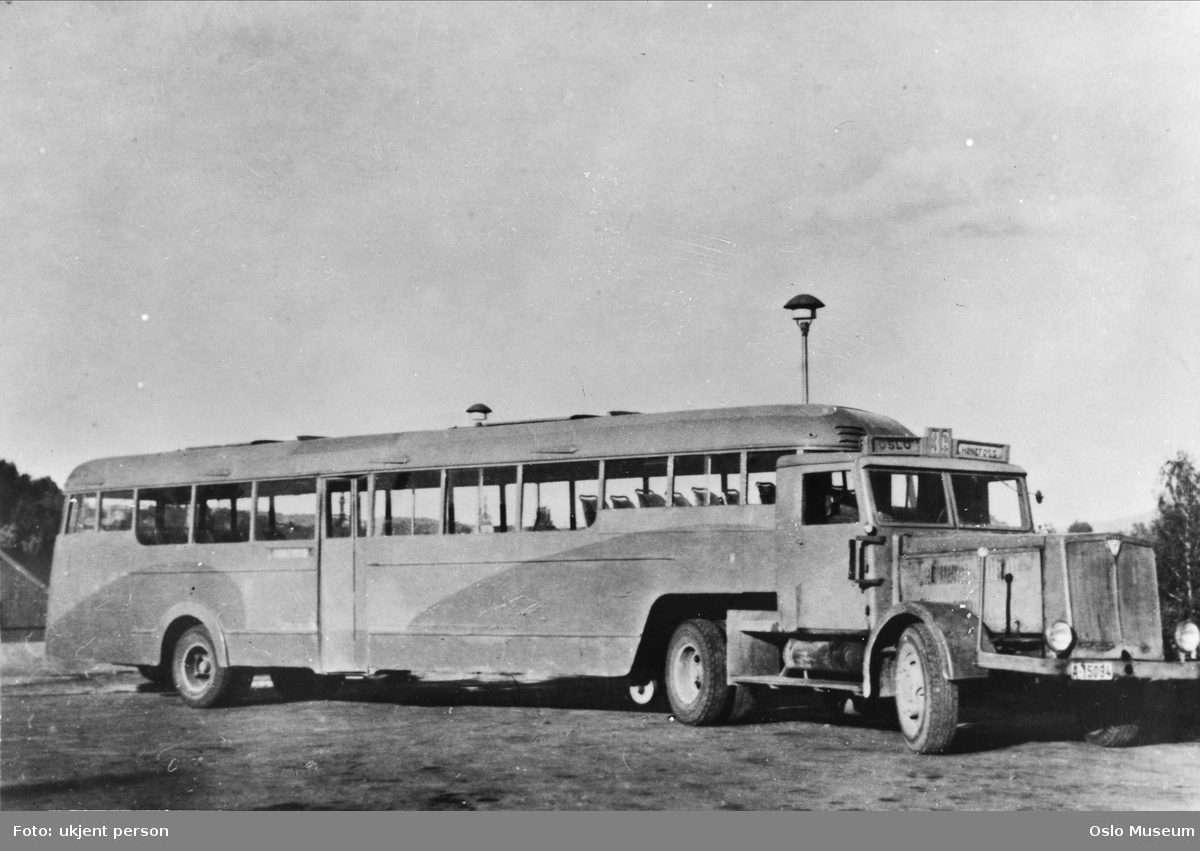
Der Bus „Ormen lange“ („langer Wurm“), gebaut als Sattelauflieger. Er verkehrte in den 1940er Jahren zwischen Oslo und Hønefoss. Der Aufbau wurde von HøKa geliefert.
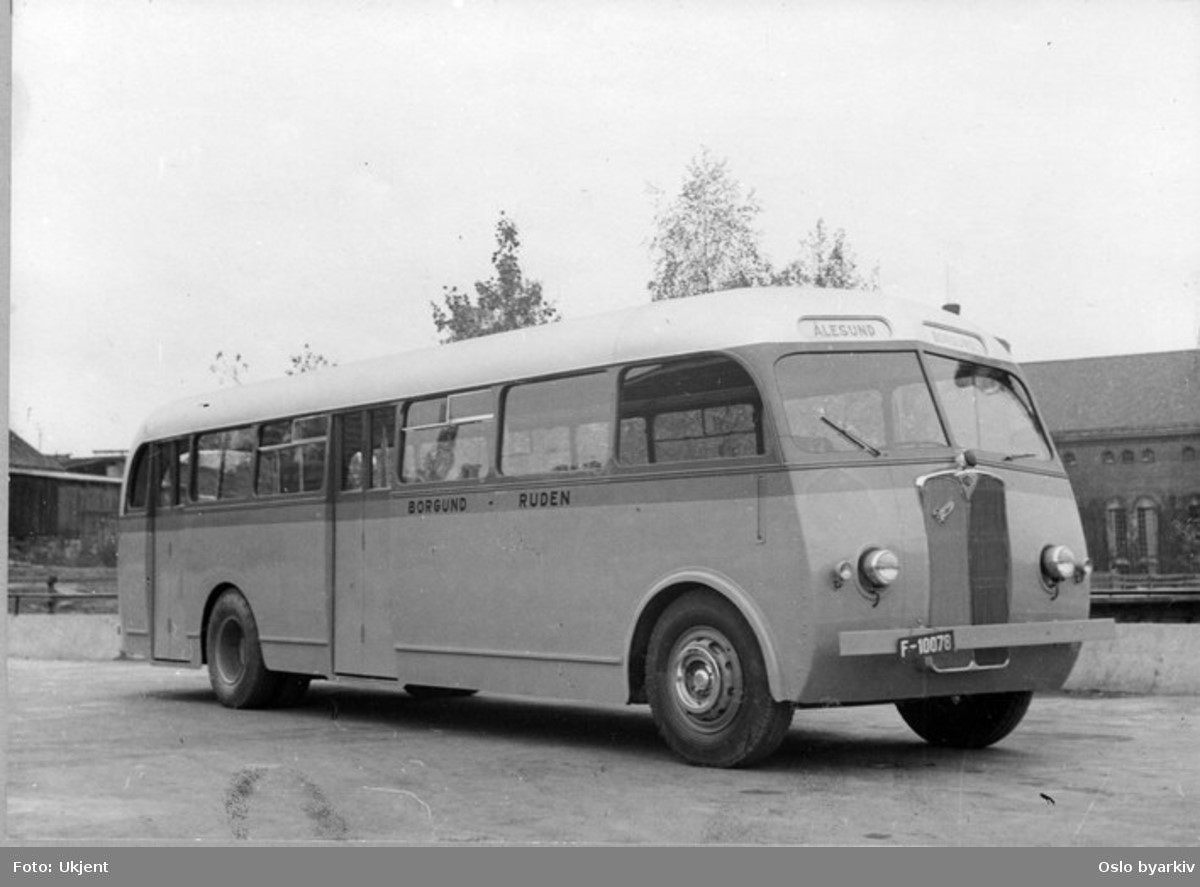
Bus mit Karosserie von HøKa, 15. Dezember 1948. Er wurde zwischen Ålesund und Borgund eingesetzt.
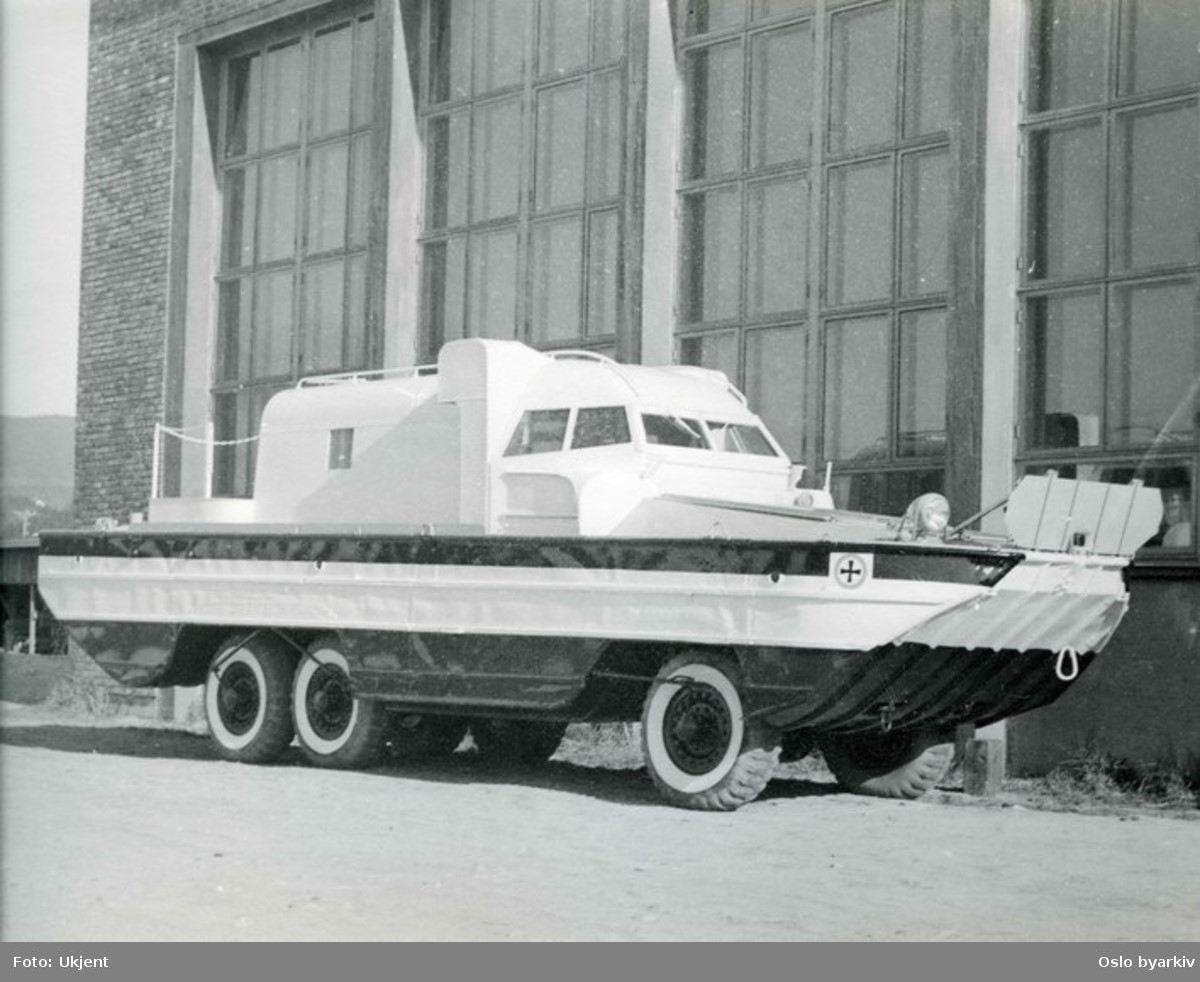
Amphibienfahrzeug
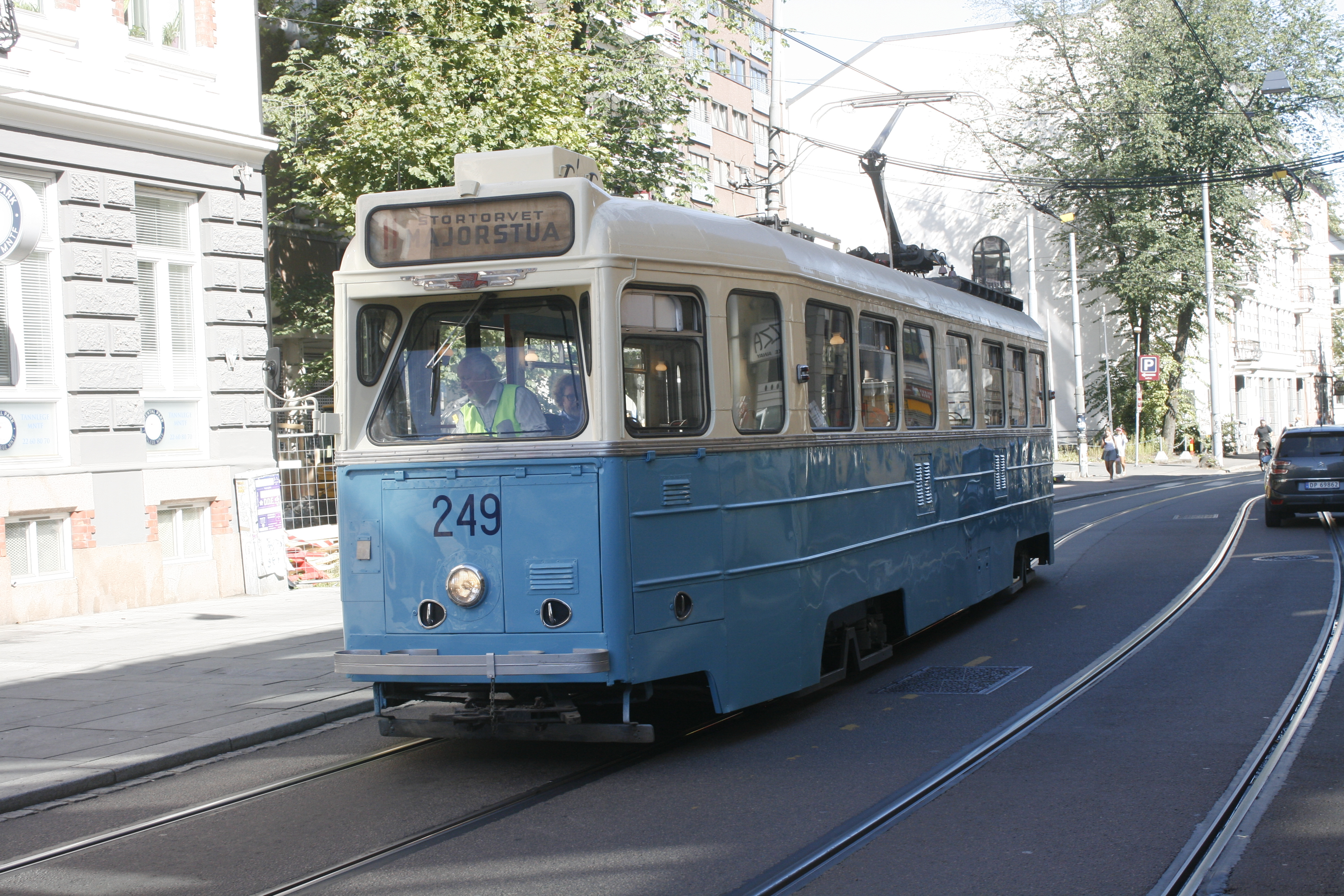
Straßenbahn von Høka in Oslo, 2015
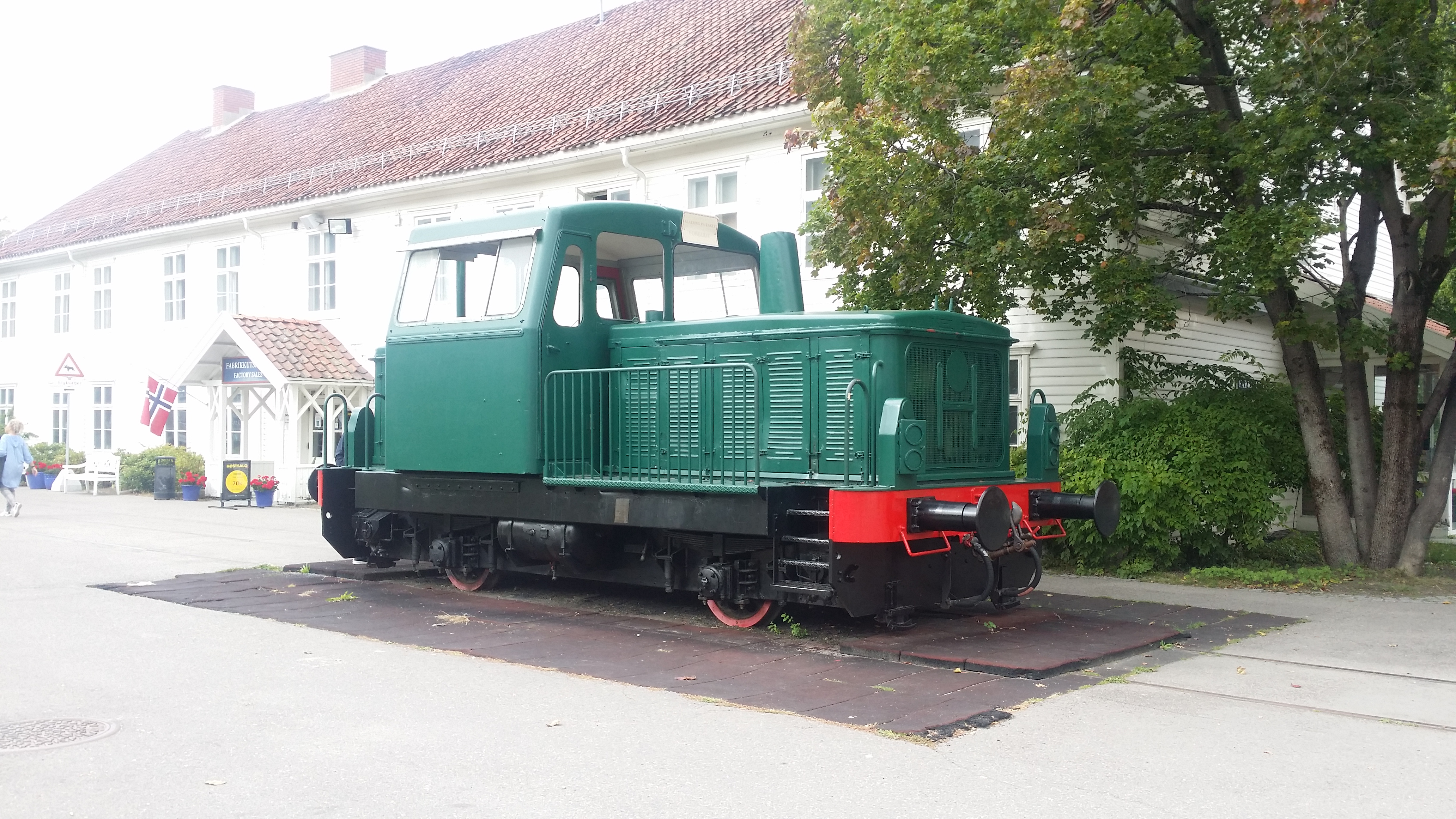
Rangiertraktor Skd 221 147, als Denkmal im Hadelands glassverk